# 握手

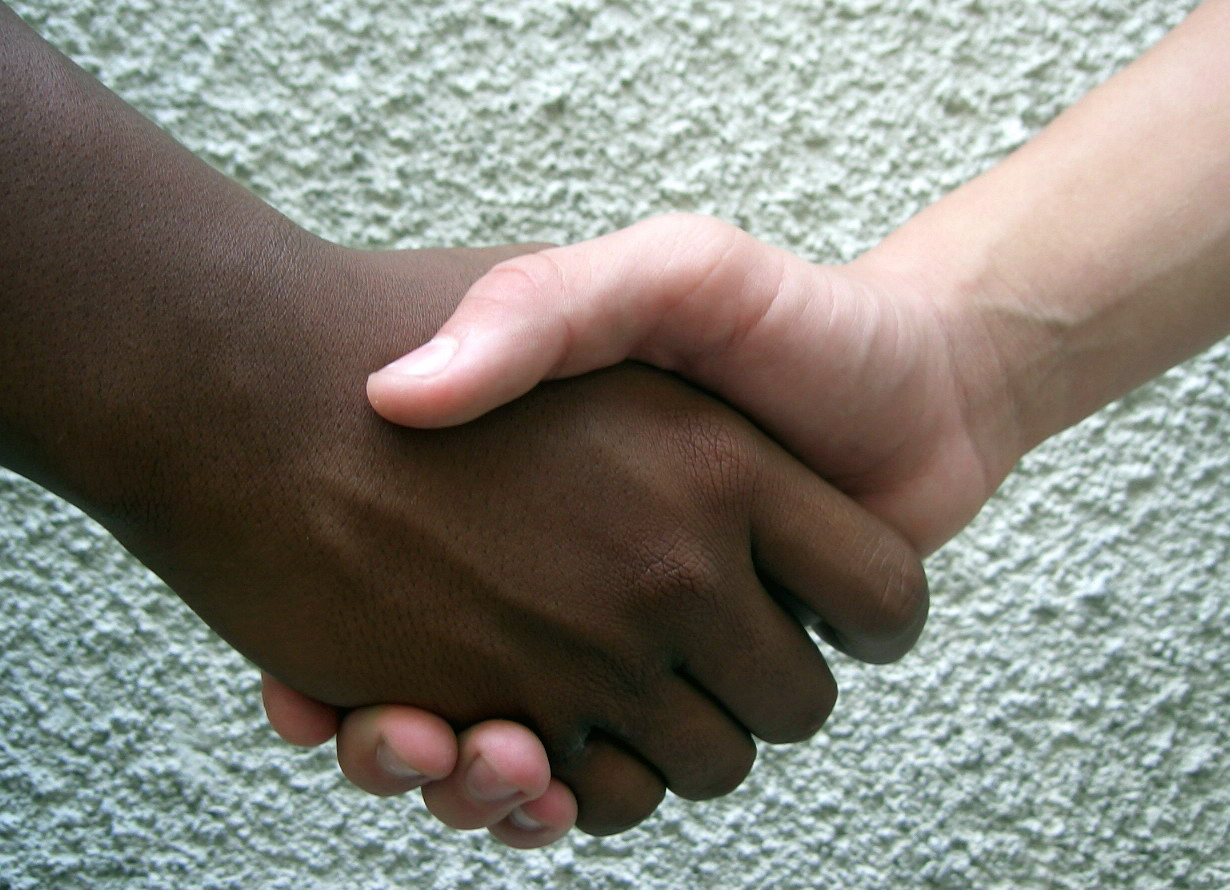
握手

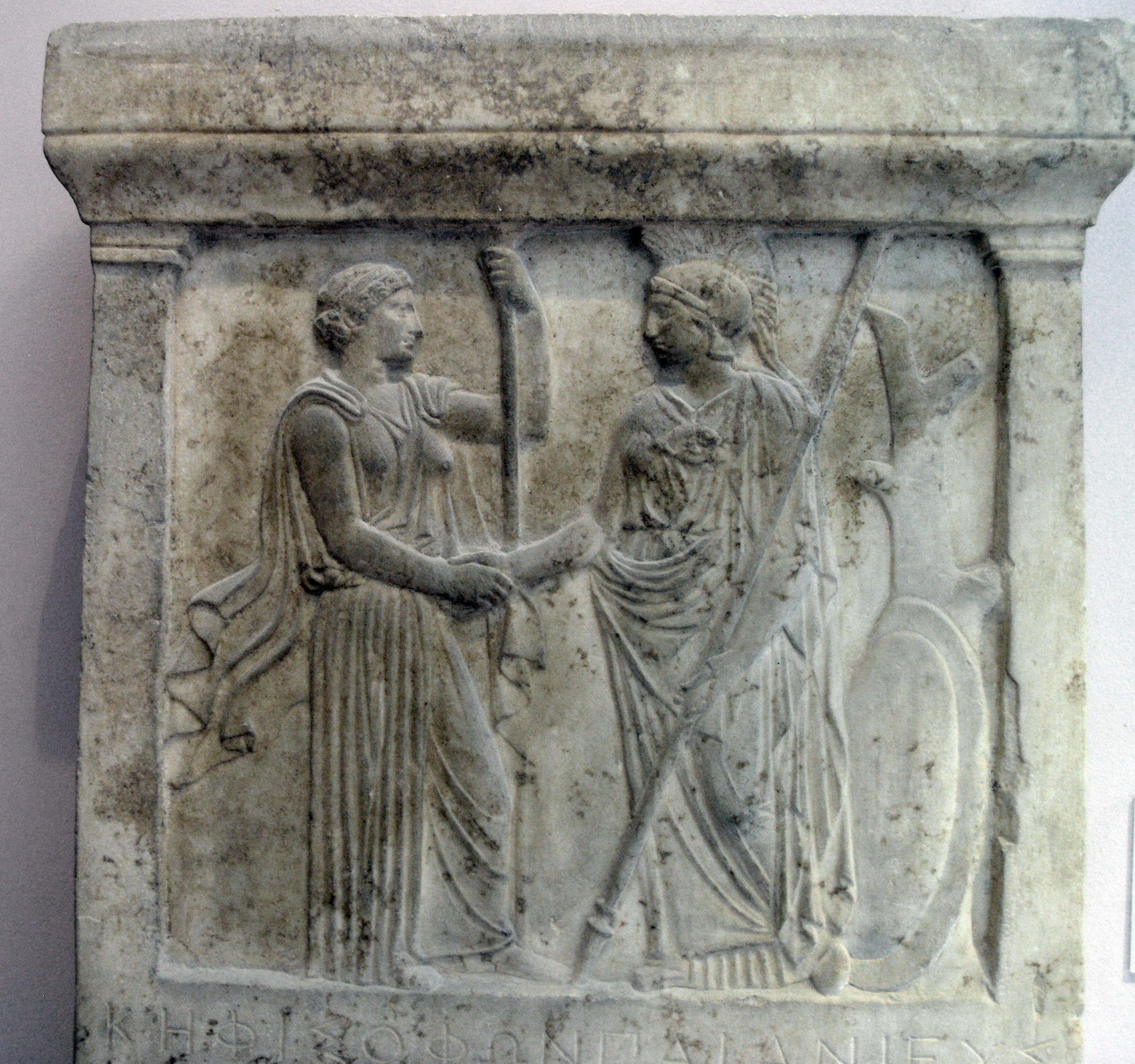
紀元前5世紀頃のものとされるヘーラーとアテーナーの握手（アクロポリス博物館）

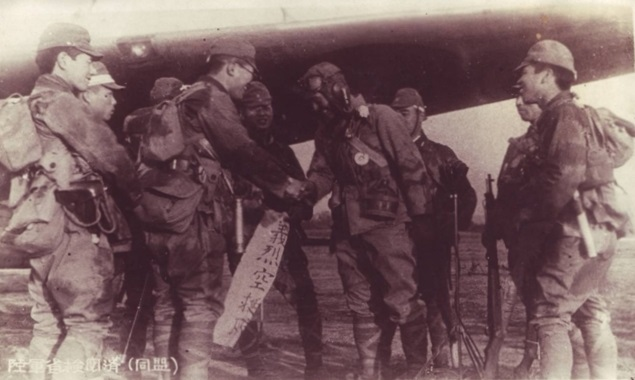
第二次世界大戦時、出撃前に握手を交わす義烈空挺隊の奥山大尉（左）と諏訪部大尉（右）

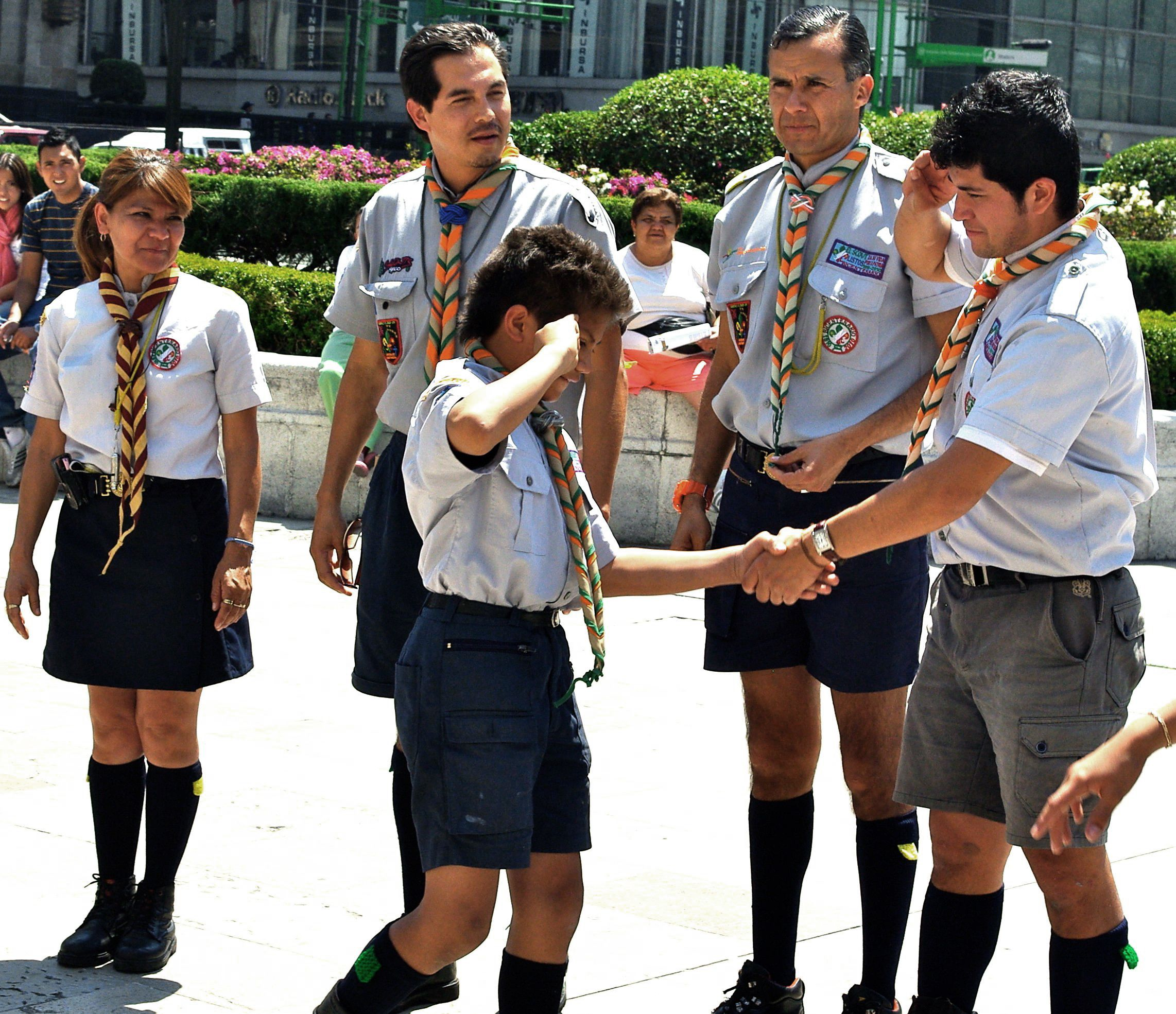
右手で三指の敬礼をしつつ左手で握手するボーイスカウト

握手（あくしゅ、英: handshake, あるいはhandshaking）は、挨拶として、相手の手を自分の手で握る行為。
2人の人が出会った時や別れ際に、互いの手を軽く握りあう動作。両者が互いの片手を前方斜め下に向けて伸ばし、掌どうしを合わせて握り込むようにする。さらに握ったままそれを上下に揺さぶることも多い。
たいてい双方の利き手で行なわれ、さらに他方の手が添えられることもある。

## 概要
互いの好意を示すために行われるもので、これを拒絶することはエチケットに反する・敵意を持つと考えられる。
中国でも古くから握手はおこなわれた。『後漢書』には「以為既至當握手歡如平生」とあり、また、韓退之の『柳子厚墓誌銘』には、「握手出肺肝相示」とある。相思相愛の男女が相会するのを「肩を抱いて手を握る」とか「手を握って腰を抱く」とかいう。
現在では握手はほぼ世界中で行われている。友好を強調する場合は、もう片手を添えることが多い。さらに、強調する場合の抱擁やキスなどへの一連の行為の始まりのステップとなっている。
英語圏では握手の種類が5種類ほどあるという指摘もある。
モンゴルでは誰かと足をぶつけると敵対していることになるため、ぶつけた方はその意思はなく、ぶつけられた方は気にしていないとの意味で握手する。モンゴルでは右の方角に平和や良いという左より上である意味があるため必ず右手で握手し、それをしないと敵意があることになる。女性をナンパする手口としてわざと足をぶつける男性もいる。
フリーメイソンの握手は独特であり、指の組み方などで何種類かあるという。

### 握手の意味
握手によって利き手を制することで、武器を隠し持っていないことを示すための意味があったと推測されている。
多くの場合利き腕（通常は右手）をあずける形になるので、握手を嫌う人物＝警戒心が強いという描写が見られる（例：ゴルゴ13など）。
格闘技では、握手からの相手の攻めを防ぐ方法やそれに対しての形稽古がある（例:柔道や空手などの大会でのエキシビション）。
ボーイスカウトでは、盾を持つ手である左手での握手は相手への友好と信頼を表すとされている。

## エチケット・マナー
国・地域によってまちまちであり、一概には言えないが、以下のような意見・考え方が挙げられる。
- 握手は原則「右手で」という意見（完全に右手のみに限った握手が行なわれているインドなど左手を不浄とする地域はもちろん、他地域でも）。そういった地域で左手で握手をすると「相手を嫌う・嫌っている」という意味もあるという。
- 握手のときは「相手の目を見るべき」という意見（サングラスの着脱の是非も）。
- 握手のときは「手袋は外すべき」という意見（礼装の女性は、食事時以外は手袋を外さなくてもよい。オペラグローブは、握手の時に手だけを出せるよう、掌側手首に大きな穴が開けてある）。発展して帽子の着脱の是非も指摘されることがある。
- 下の者から上の者に対して握手を求めるのは、マナーに反するという意見。男性から女性も同様だが今日のビジネスの場ではよしとする意見もある。ただし、イスラームの習慣では、男女の握手は原則無し（会釈で済ませる）と言われる[5]。

西洋のマナーブックにおける正しい握手の仕方は以下のとおり。
1. 相手と間合いをおいて立つ（距離は手を伸ばして届くか否かのぎりぎり）
2. 相手の目を見つつ、半歩踏み出すと同時に手を差し出し握手を求める
3. 終わったら元の立ち位置に戻る。握手してから手を離すまで相手から目を逸らさない

なお、握手するときの圧力・時間の度合いは、相手へ感情を表すのに使われる。強すぎ・弱すぎ、長すぎ・短すぎも誤解を招く可能性がある。勢いあまって爪を立ててしまう懸念もある。
また、左手の仕草も印象を左右しかねない（ポケットに突っ込んだままなど）。

### 日本人との握手
日本人は、握手の際に頭を下げてお辞儀する習慣が出てしまうことが多いという意見がある。しばしば、日本人をコミカルに描くときに使われる（上記のとおり、これはマナー違反）。
握手を求められた際に、アピール込みで自身の衣服で手を拭ってから握手をする人もいる。
また、握手の習慣がある国から来た外国人が日本に来た時に、挨拶の習慣で出した手の置き場に困り（相手が外国人の習慣として握手する習慣の知識や習慣が無い場合）、頭をかくなどの行為をとってしまう場合がある。

## 握手の活用例

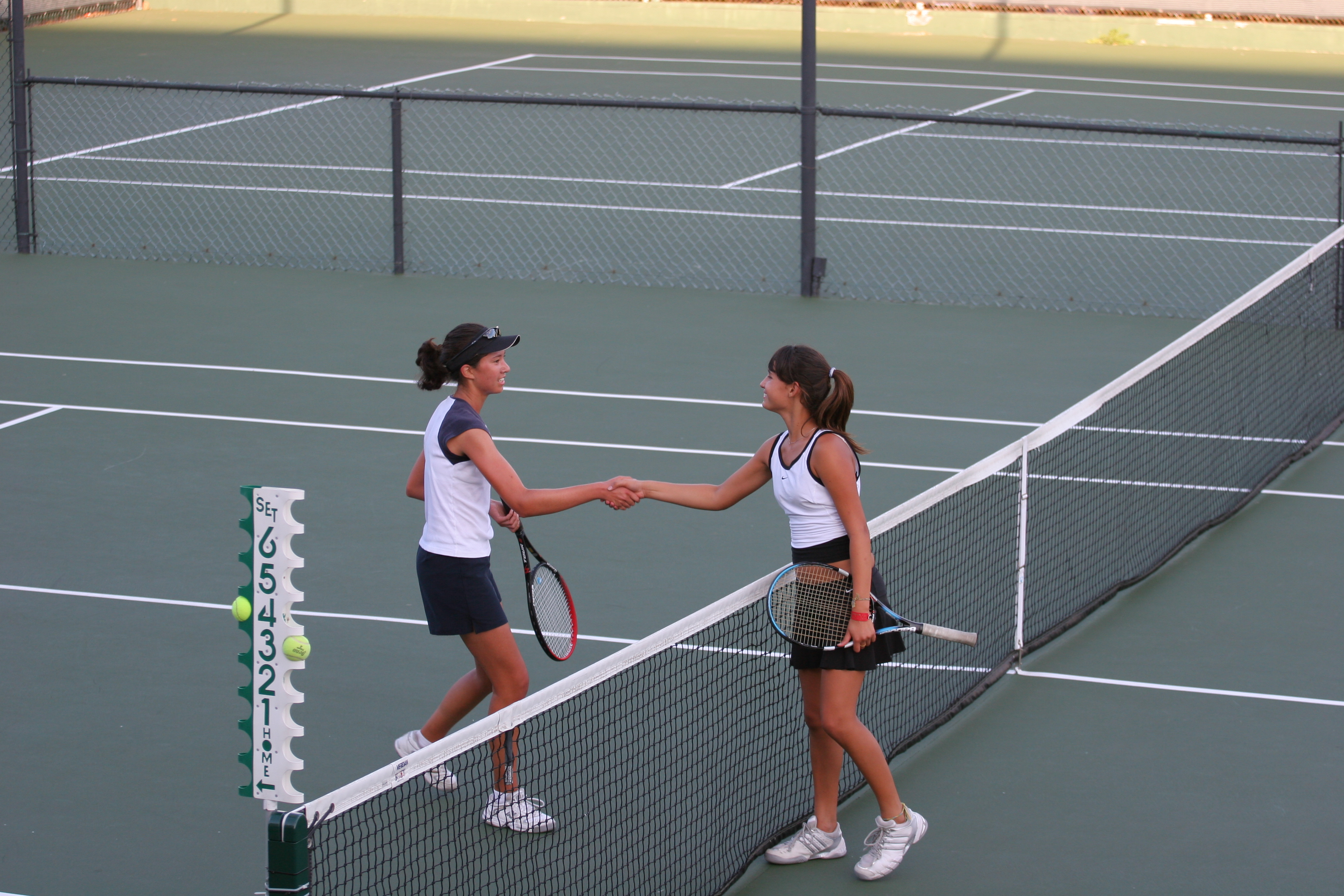
テニスの試合が終了したときに行う握手。スポーツマンシップのあらわれ。

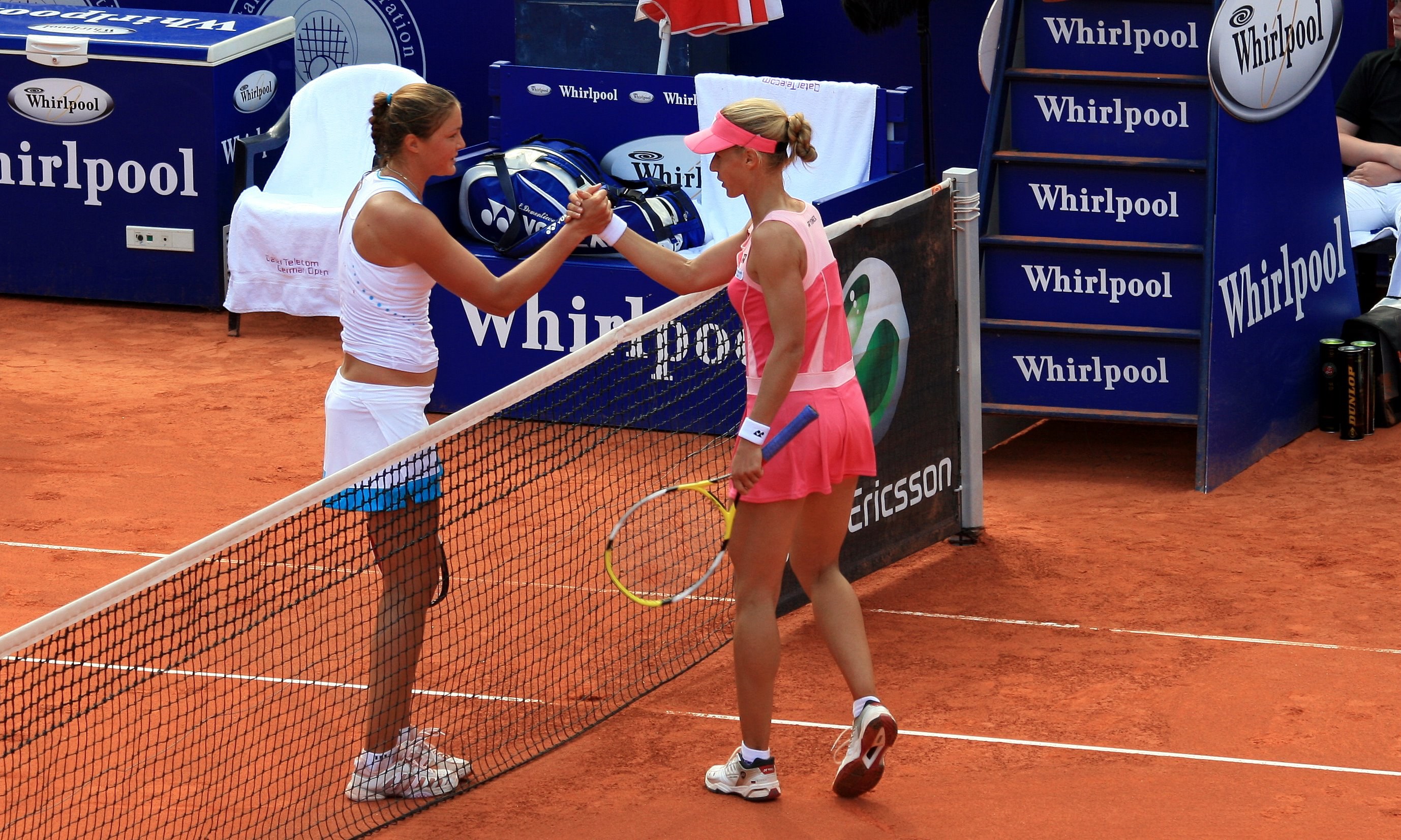
テニスコートの中心からあまりに外れた場所で（背の低い人が）通常の握手を行おうとしてもネットの高さが邪魔になるので、しかたなく腕を持ち上げた角度で握手をすることになる。

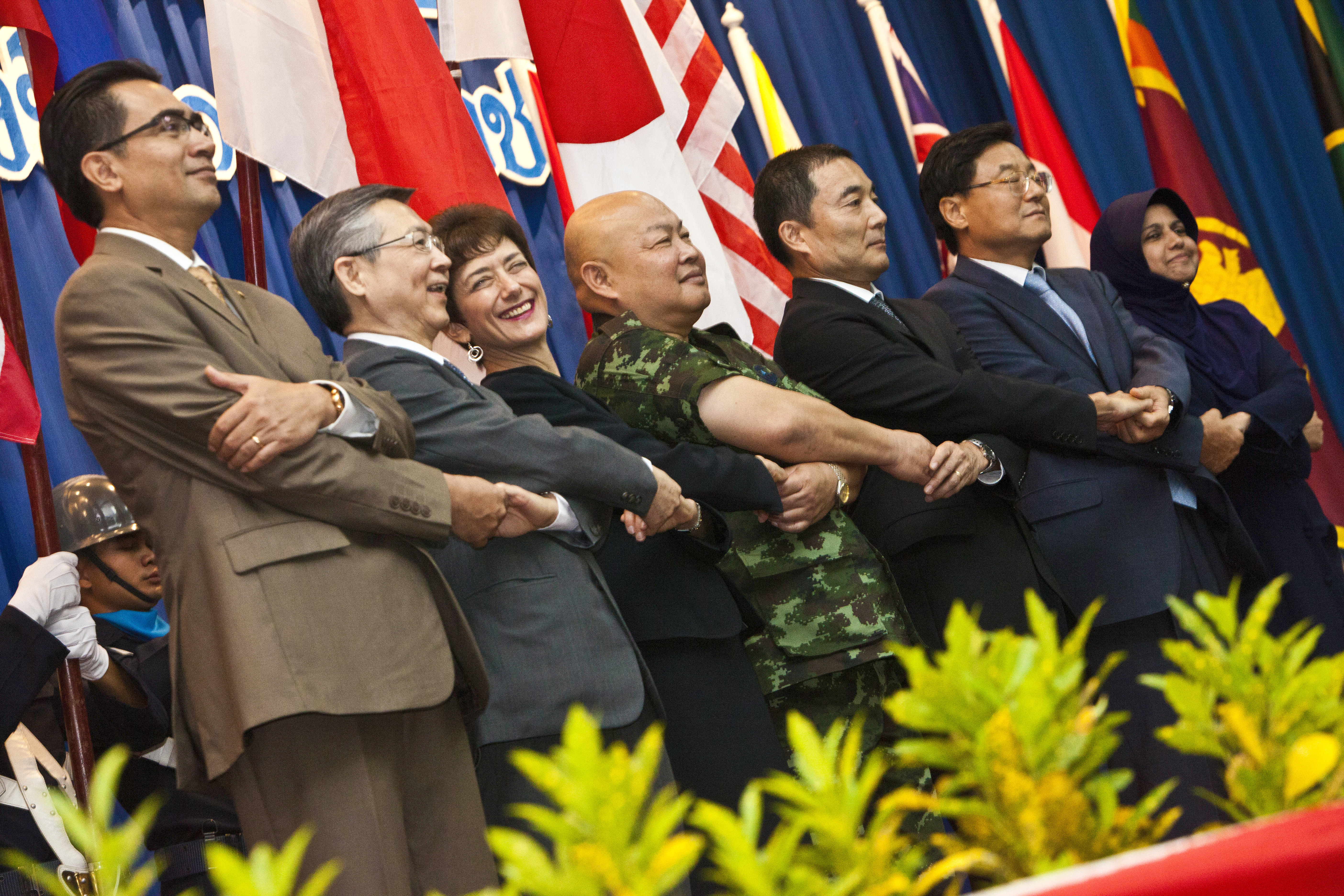
コブラ・ゴールド 2012

以下の中には、当事者間の自然発生行為ではなく、（目上などの）第三者が握手を指示するパターンもある。
- 商談などの契約を結ぶ時や約束をする時に握手をする習慣があり（ダイヤモンドの卸取引　「マザール」（ユダヤ語で“神のご加護あれ”）と挨拶が加わる）、古いスタイルの人物を評するときに、「握手しただけで、約束を守る」という。例：「あの人物は、握手だけで十分な銀行家である」（契約をする必要が無い、口約束で十分）。
- 国際的な会議などで、各国の代表が手を交差させて握手をし、その姿をカメラマンに撮影させ、友好的な関係を印象づける画像を残したり意図的にメディアに流すことがある。この場合、カメラ目線となる。複数の政党の融合による新党結成時などでも行われることがある。
- 命をかけた決闘やボクシング等のタイトルマッチなどの前に握手をする場合がある（他にはジャンケンやクイズ大会でも）。また、試合終了後にも握手をする（選手間のみならずレフェリーとする場合も）スポーツもある。さらに、負けを認めるときに相手に握手を求める競技もある（例：カーリングなど）。しかし、その場合に負けた側がやり返す可能性があるので、危険な行為でもあり、相手の信頼を確認できる。
- 作家やアイドルなどの有名人と握手をするイベントがある。一般的に握手会と呼ばれ、参加者が一人ずつ、有名人と握手をする。中には、憧れの人との握手後、しばらく手を洗わないというファンもいる。また、握手会の前に手のアルコール消毒を求める場合もある（インフルエンザの感染予防のためなど）[8]。2014年にはAKB48握手会傷害事件が発生し、そのイベントの危険性が懸念されている。
- 日本の政治家が、選挙の時に、白い手袋をして握手をしてまわる姿がよく見られる。中曽根康弘によれば、握手を取り入れる政治家がふえたのは、1962年にロバート・ケネディが来日し、街頭で握手にきさくに応じる姿が見られてからであるという（中曽根康弘『自省録』）。
- 仲直り（和解）のための握手もある。

## 2019新型コロナウイルスの影響
2019新型コロナウイルスの感染拡大を受けて、欧州では握手などの直接接触を避ける動きが広まっている。フランスのベラン保健相は2020年2月末、「流行下ではちょっとした振る舞いが防護効果を持つ」と強調。握手を避けるよう呼びかけた。ドイツではメルケル首相が差し出した手を、ゼーホーファー内相が握らずに笑顔で応じた。独メディアが伝えたもので、感染対策として握手をしないようにしているという。英国とEUによる通商交渉が続くブリュッセルでも、AFP通信によると双方は「感染を防ぐため、手は握らないことで合意した」という。英国のチャールズ3世（当時皇太子）も、習慣で対面する人と握手をしそうになり手を引っ込めて詫びる姿が、2020年3月11日の映像公開された。台湾では感染防止のため握手と共に一般的な拱手の使用が勧められ、蔡英文総統が米国からの来賓に対して拱手による挨拶を交わした。

## ギャラリー

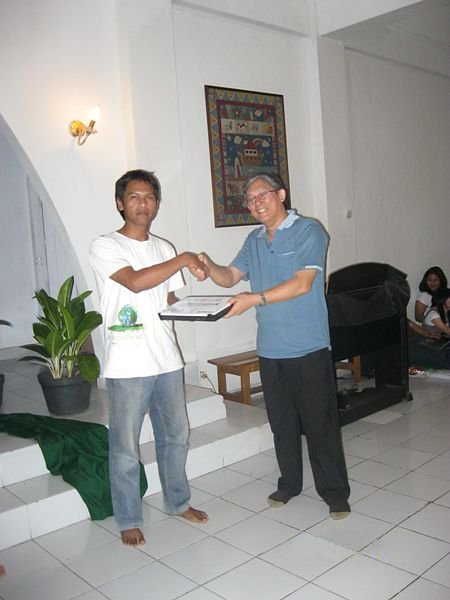
肘曲げ・手首捻り
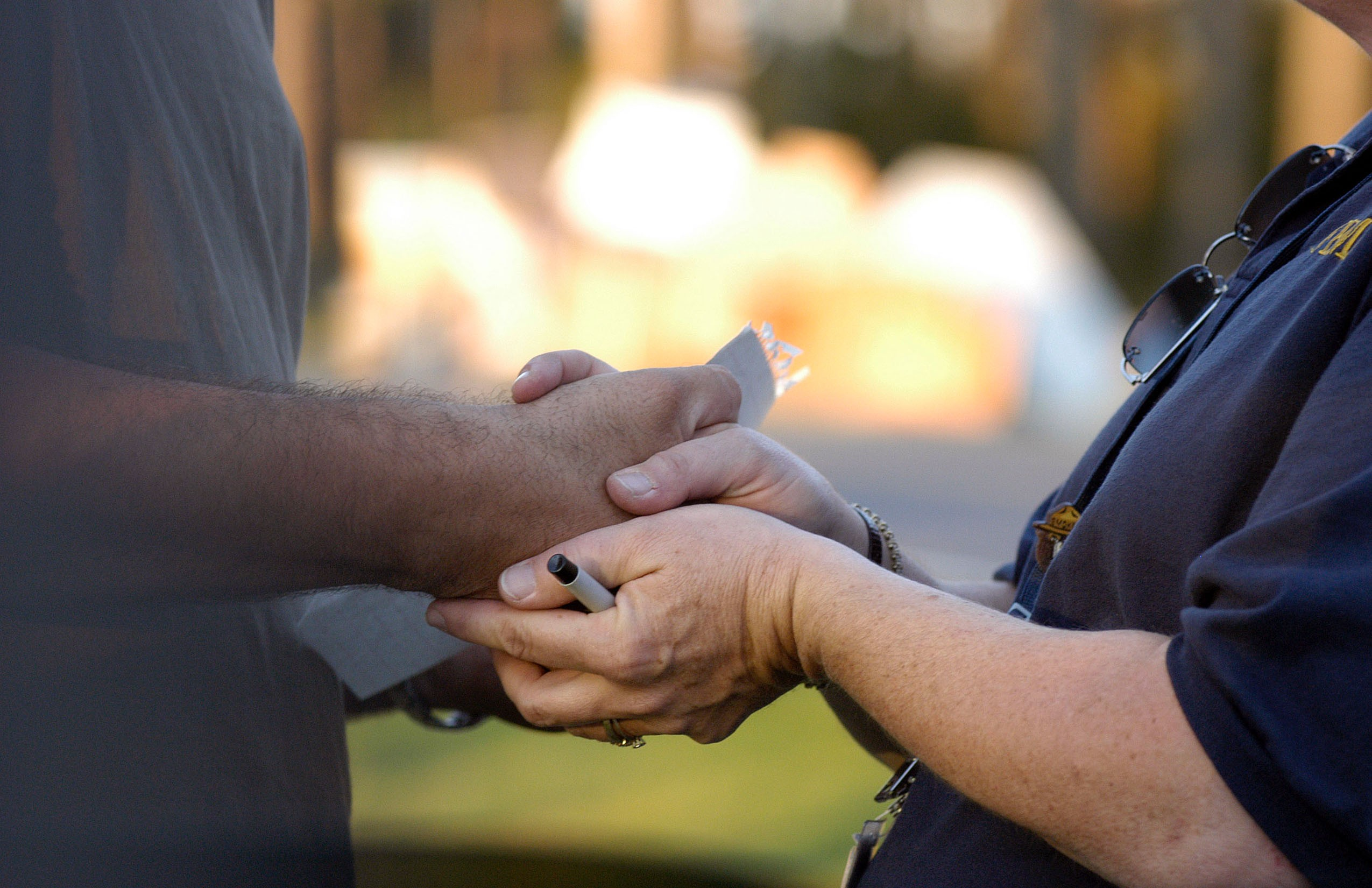
片手添え
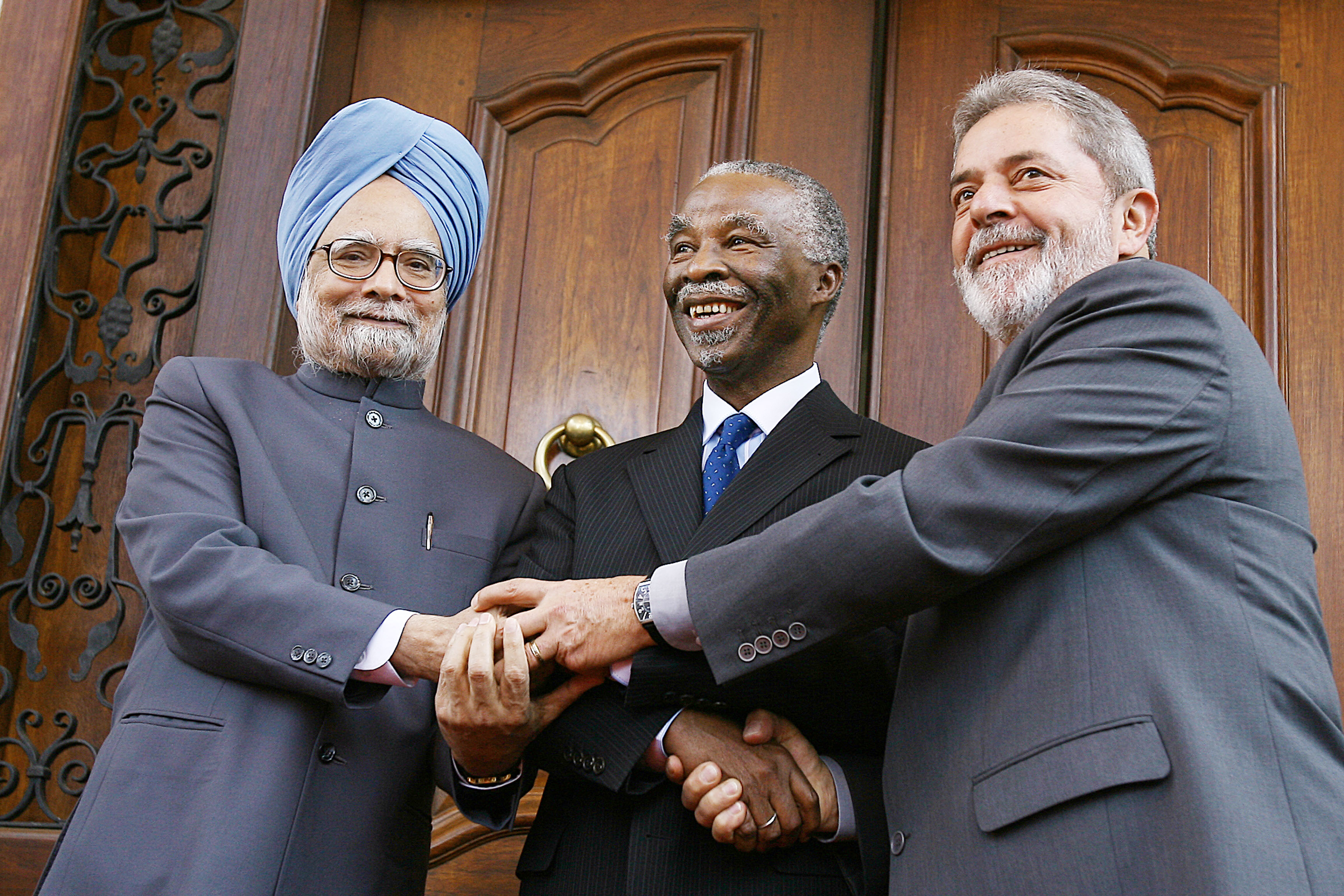
3人
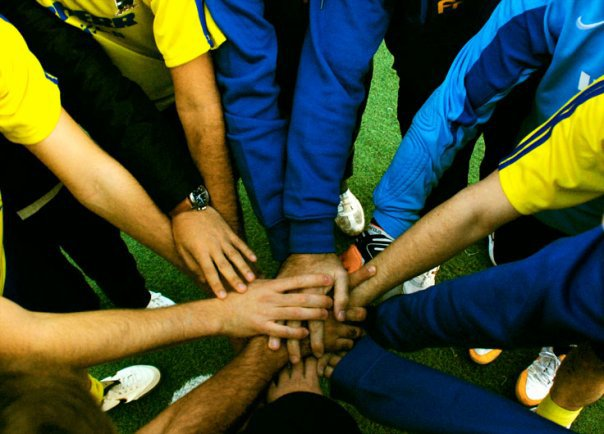
多人数
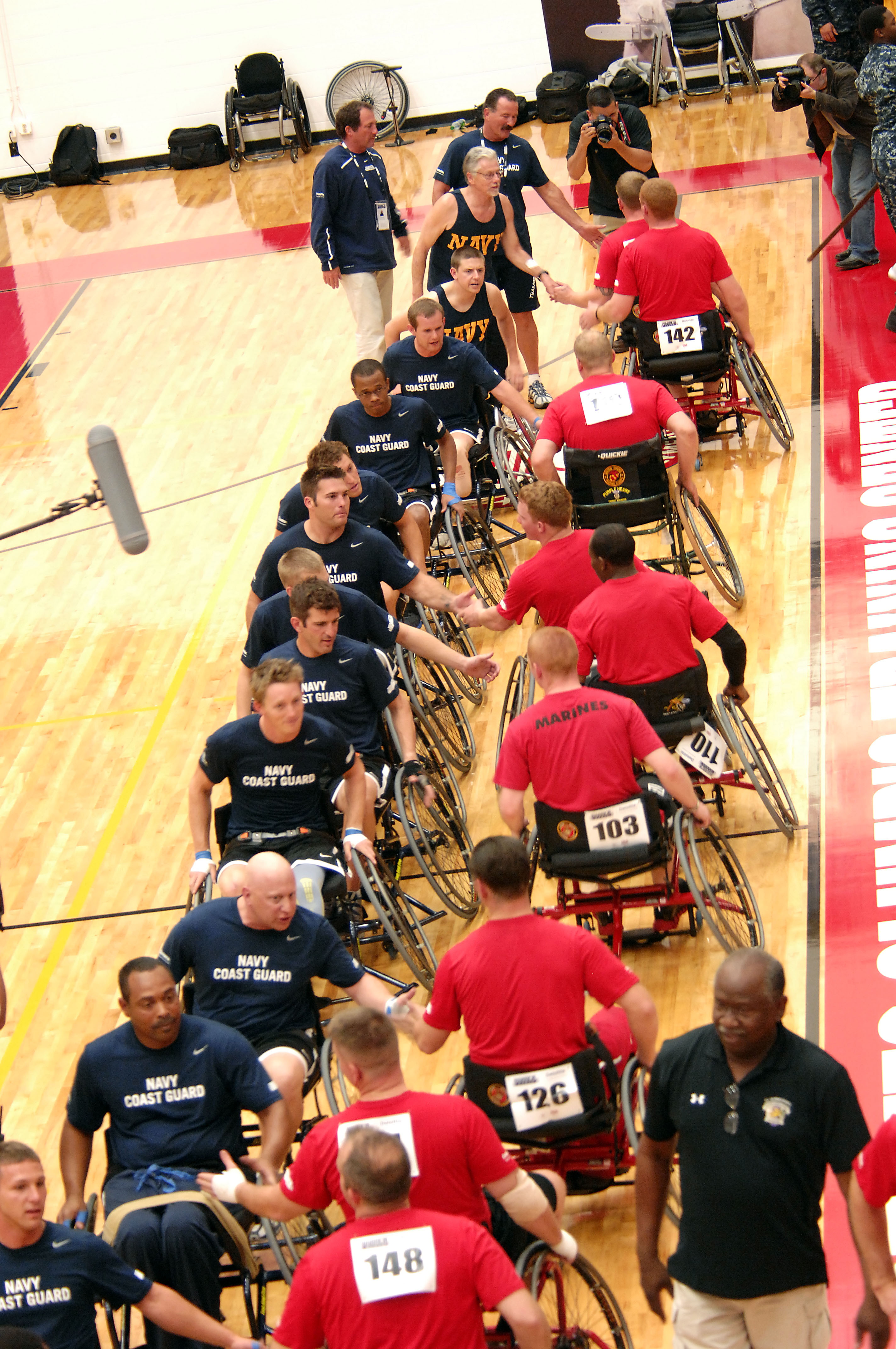
多人数 & 多人数
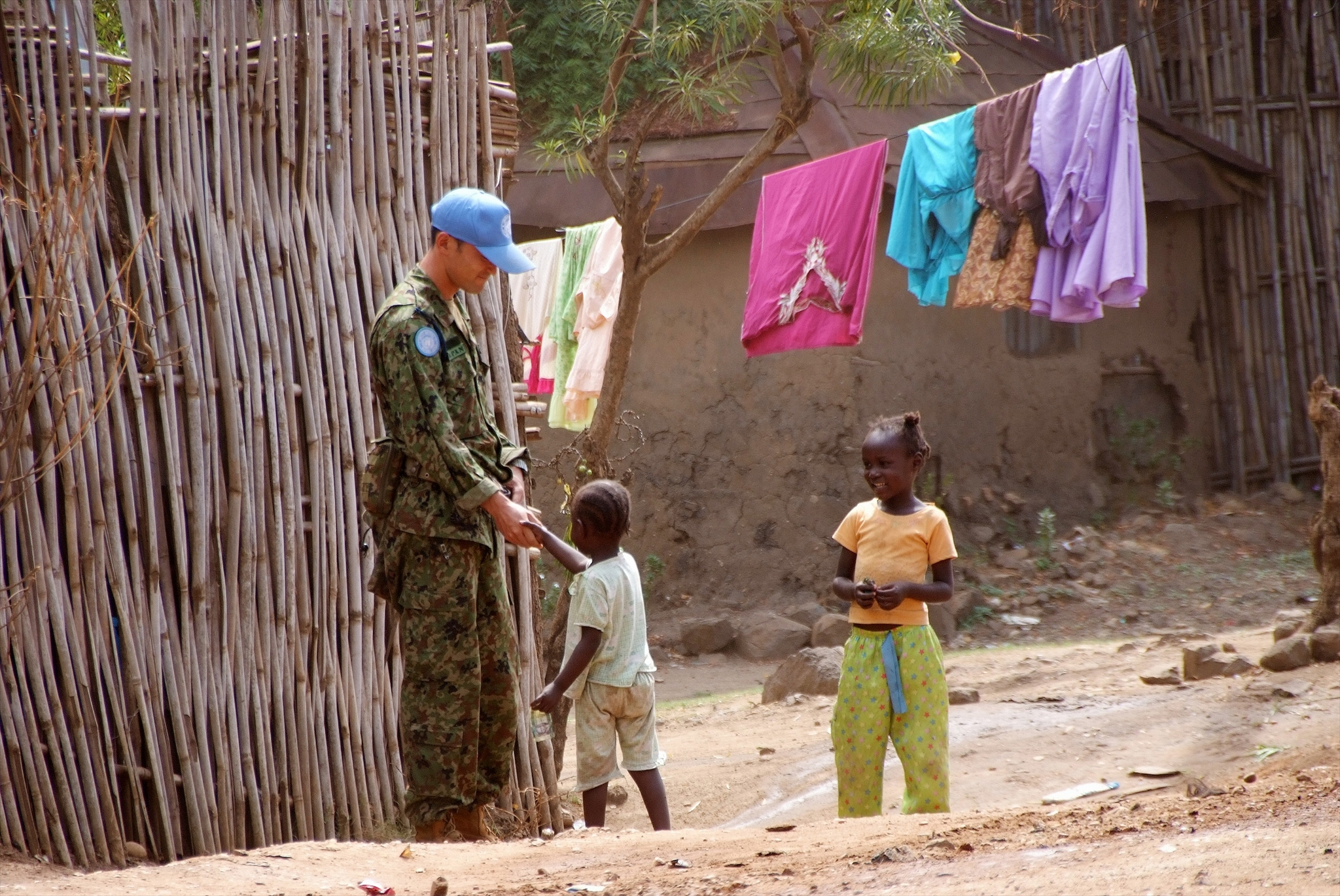
身長差がある者同士の握手（南スーダンに派遣された自衛官と、現地の児童）